# Pierre Tucoo-Chala
Pierre Tucoo-Chala (Bordeus, 20 d'abril de 1924 - Pau, 23 de gener de 2015) va ser un historiador i professor universitari francès. Es llicencià en història i geografia a la Universitat de Bordeus, on fou nomenat professor agregat el 1948, i es doctorà a la Sorbona el 1961. Posteriorment continuà com a professor a la Facultat de Lletres de Bordeus fins que fou nomenat professor emèrit de la nova Universitat de Pau. Col·laborà amb Rogèr Lapassada en la creació de Per Nostre i ha estat president de la Societat de Ciències, Lletres i Arts de Pau i de l'Acadèmia del Bearn.
Els seus treballs s'han especialitzat en l'estudi d'Espanya i Occitània (sobretot el regnat de Gastó Febus durant l'edat mitjana, així com dels anglosaxons als Pirineus durant els segles XIX i XX.

## Obres
- Livre de comptes de la ville de Pau, Association Marc Bloch, 1970
- Gaston Fébus : un grand prince d'Occident au XIVe siècle, éd. Marrimpouey, 1974
- Livre des oraisons de Gaston Fébus, éd. Marrimpouey, 1974 (amb Gunnar Tilander)
- Le Pays de Béarn, éd. R. Ollivier, 1984
- Gaston Fébus et le Prince noir, ill. de J. Huescar, éd. Loubatières, 1985
- Les Forteresses pyrénéennes de Gaston Fébus, éd. Loubatières, 1986
- Minorités et marginaux en Espagne et dans le Midi de la France : VIIe-XVIIIe siècles, sous la direction de Pierre Tucoo-Chala, éd. du CNRS, 1986
- Béarn : Cadre naturel Histoire Art Littérature Langue Économie Traditions populaires, amb Ariane Bruneton-Governatori, Pierre Delay, Jean Salles-Loustau, Claude Dendaletche, Guy Di Méo, ed. Christine Bonneton, 1986, ISBN 2-86253-070-0
- Aquitaine, Larousse, coll. «La France et ses trésors», 1988
- Histoire de Pau (sous la direction de), Éditions Privat, Toulouse, 1989, collection Univers de la France, ISBN 2-7089-8238-9
- Quand l'Islam était aux portes des Pyrénées : de Gaston IV le Croisé à la croisade des Albigeois, J&D, 1993.
- Gaston Fébus, prince des Pyrénées (1331-1391), J&D, 1995
- Notaire de prince : registre de Bernard de Luntz, avec Jacques Staes, éd. Covédi, 1996
- Gaston Fébus, grand prince médiéval (1331-1391), J&D, 1996
- Les Pyrénées-Atlantiques en 600 questions, Archives et Culture, 1996
- L'Aragon, terre d'aventures, avec Pierre Giannerini, J&D, 1996
- Pau, ville américaine, éd. Cairn, 1997
- Catherine de Bourbon, une calviniste exemplaire, Atlantica, 1997
- Pau, ville anglaise, Librairie des Pyrénées et de Gascogne/Princi Neguer, 1999
- Gaston Fébus par Alexandre Dumas, Atlantica, 2000
- Petite histoire du Béarn : du Moyen Âge au XXe siècle, Princi Neguer, 2000